# Liste der Monuments historiques in Boqueho
Die Liste der Monuments historiques in Boqueho führt die Monuments historiques in der französischen Gemeinde Boqueho auf.

## Liste der Bauwerke
| Bezeichnung                 | Beschreibung              | Standort                               | Kennzeichnung | Schutzstatus | Datum | Bild           |
| --------------------------- | ------------------------- | -------------------------------------- | ------------- | ------------ | ----- | -------------- |
| Croix des Botmiliau         | Kreuz, 17. Jahrhundert    | Rue de la Croix Rue de la Forge (Lage) | PA00089026    | Inscrit      | 1926  |                |
| Kreuz Saint-Yves            | 16. Jahrhundert           | Kermedrey (Lage)                       | PA00089027    | Inscrit      | 1927  | weitere Bilder |
| Zwei Menhire von Kergoff    | Neolithikum               | (Lage)                                 | PA00089028    | Classé       | 1966  | weitere Bilder |
| Kapelle Notre-Dame-de-Pitié | Erbaut im 16. Jahrhundert | (Lage)                                 | PA00089025    | Classé       | 1946  | weitere Bilder |

## Liste der Objekte

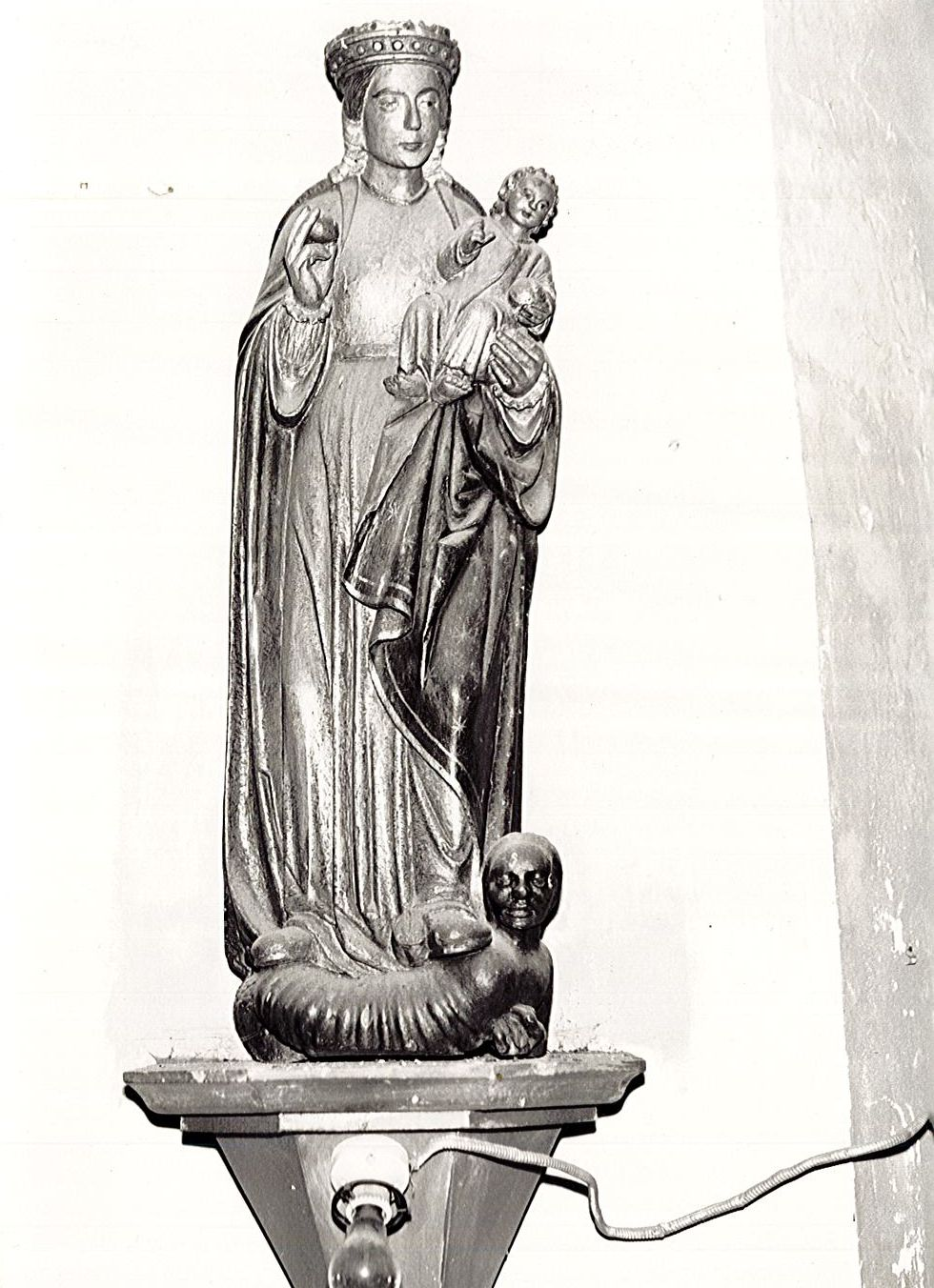
Skulptur Madonna mit Kind (17. Jahrhundert) in der Kirche Notre-Dame du Linadec

- Monuments historiques (Objekte) in Boqueho in der Base Palissy des französischen Kultusministeriums